# Lithophane incognita
Lithophane incognita là một loài bướm đêm trong họ Noctuidae.